# Mamirolle
Mamirolle – miejscowość i gmina we Francji, w regionie Burgundia-Franche-Comté, w departamencie Doubs.
Według danych na rok 1990 gminę zamieszkiwały 1254 osoby, a gęstość zaludnienia wynosiła 109 osób/km² (wśród 1786 gmin Franche-Comté Mamirolle plasuje się na 128. miejscu pod względem liczby ludności, natomiast pod względem powierzchni na miejscu 358.).